# بيير توماس (مترجم)
بيير توماس (بالفرنسية: Pierre Thomas du Fossé)‏ (و. 1634 – 1698 م) هو مترجم، وعالم عقيدة فرنسي، ولد في روان، توفي عن عمر يناهز 64 عاماً.